# Jan Kodeš
Jan Kodeš (* 1. března 1946 Praha) je bývalý profesionální český tenista, jeden z nejlepších československých tenistů historie. Zvítězil ve Wimbledonu roku 1973 a na French Open v letech 1970 a 1971. V letech 1994–1998 byl prezidentem ČTS.
V letech 1966–1980 nastupoval za československý tým v Davis Cupu, Byl členem vítězného družstva ČSSR v Davisově poháru roku 1980. V open éře, v letech 1970 a 1971, vyhrál mezinárodní mistrovství Francie na Roland Garros na antukovém povrchu. V závěru roku, se prosadil i na travnatých dvorcích na US Open v New Yorku postupem do finále. V roce 1973 zvítězil ve dvouhře na turnaji ve Wimbledonu, stal se československým sportovcem roku 1973 a obdržel Státní vyznamenání „Za zásluhy o výstavbu“.
V letech 1982-1986 se významně podílel na přestavbě tenisového areálu I.ČLTK s výstavbou nového centrální dvorce, který byl otevřen pro MS žen o Pohár Federace (dnešní BJK Cup) v roce 1986. 
V roce 1987 založil pro ČTS mužský tenisový turnaj „Čedok Open“, který se stal součástí světového okruhu ATP Tour. V rámci Evropy to byl první turnaj v komunistické zemi, kde hráči obdrželi „prize money“ v dolarech. Ve funkci ředitele uspořádal 12 ročníků (1987-1998) za účasti světových hráčů jako byli vítězové GS turnajů Bruguera, Muster, Safin, Kafelnikov, Kuerten, Korda a další… Turnaj pokračoval až do roku 1999 a potom byl přeřazen do nižší kategorie ATP Challenger.
V roce 1988 mu byla udělena cena prezidenta ITF „Award for Services in the Game!“. V roce 1990 byl slavnostně uveden do ITHF (Mezinárodní tenisové síně slávy) v Newportu, Rhode Island, USA.
V letech 1994–1998 zastával funkci prezidenta Českého tenisového svazu. V anketě Sportovec roku 2011 byl uveden mezi české sportovní legendy, když získal Cenu Emila Zátopka.
V období 1994–2003 byl jednatelem firem KP Fashion Group a Prague CZ Fashion, které prodávaly luxusní zboží firmy Hugo Boss. 
V televizní anketě 100 Greatest of All Time z března 2012, která měla za cíl uvést sto nejlepších tenistů historie, se umístil na 83. místě, v roce 2013 pak obdržel cenu Českého klubu fair play za celoživotní vystupování. Zasedá v nominační komisi (Enshrinee Nominating Committee) pro vstup do Mezinárodní síně slávy.

## Tenisová kariéra
Je nejúspěšnějším československým tenistou 60. a 70. let 20. století. Jeho domovským klubem byla Čechie Karlín, pak I. ČLTK na Štvanici, ze kterého přestoupil do Sparty Praha. Jeho silnou zbraní byl liftovaný až topspinový bekhend a fyzická kondiční příprava. 
Kariéru zahájil v roce 1964, když vyhrál dorostenecké Mistrovství ČSSR. V domácích soutěžích družstev startoval za dva kluby: Spartak Praha Motorlet (I.ČLTK Praha) (tituly: 1963, 64, 65, 66) a za Spartu Praha (tituly: 1970, 71, 72, 73, 74, 76). Mistrem ČSSR ve dvouhře se stal v letech 1966, 67, 69, 72, ve čtyřhře v letech 1966, 69, 70, 72, 79 a ve smíšené čtyřhře v letech 1967, 69 a 72.
V následujících dvou letech 1965–1966 byl hlavní oporou československé reprezentace, která dvakrát zvítězila na Galeově poháru. Stal se mistrem ČSSR ve dvouhře v letech 1966–67, 1969 a 1972, ve čtyřhře 1969–1970 a 1972. Na mezinárodním mistrovství ČSSR triumfoval ve dvouhře 1970–1971 a ve čtyřhře 1971. 
Davis Cupovou dráhu nastoupil v roce 1966 v utkání proti Rakousku. V soutěži odehrál celkově 96 zápasů, nejvíce v české historii (60 dvouher a 36 čtyřher), z toho 59 vítězných. Byl členem družstva jak v roce 1975, kdy ČSSR hrála finále ve Stockholmu proti Švédsku 2-3, tak i roku 1980, ve kterém Československo zvítězilo (ve finále v Praze proti Itálii) 4-1. V letech 1982–1987 byl nehrajícím kapitánem týmu.
Ve Wimbledonu dokázal vyhrát ve dvouhře roku 1973, v semifinále byl v roce 1972 a ve čtvrtfinále v roce 1974. Ve Wimbledonu 1974 při obhajobě svého vítězství ve čtvrtfinále podlehl budoucímu vítězi Američanu Jimmy Connorsovi v 5 setech. Turnaj ve Wimbledonu 1973 bojkotovalo cca 81 hráčů, členů Asociace profesionálních tenistů, pro nesouhlas s vyřazením Nicoly Piliće z turnaje, o kterém rozhodla ITF (Mezinárodní tenisová federace). Dva měsíce po Wimbledonu na US Open za účasti všech hráčů byl Jan Kodeš opět ve finále, kde v boji o 1. místo na světě prohrál v pěti setech s Australanem Newcombem (vedl 2:1 na sety). 
Na French Open zvítězil ve dvouhře v letech 1970 a 1971, finalista US Open (1971, 1973), čtvrtfinále hrál v sezónách 1972 a 1973 a ve čtyřhře se probojoval do finále v roce 1977.
Mezi další úspěchy se řadí trojnásobné finále na mezinárodním mistrovství Itálie (1970–72), titul bez ztráty setu na mezinárodním mistrovství Španělska v Barceloně (1972), vítězství na turnajích v Kolíně nad Rýnem a v Bejrútu (1973), titul silně obsazeného turnaje v Madridu ve dvouhře (1975), v Basileji (1976) a 3× finále v Nice a Kitzbühelu. Grandslamu Australian Open se nikdy nezúčastnil. Ve čtyřhře zvítězil na turnajích v Monte Carlu (s F. Jauffretem), Madridu (s Nastasem) a Barceloně (s W. Fibakem), finalista na French Open a ve Vídni (s W. Fibakem), v Oviedu (s R. Ramirezem).
Čtyřikrát se zúčastnil závěrečného Turnaje mistrů – Grand Prix (dnes ATP finals) v letech 1970-1974 (v Tokyu 1970, v Paříži 1971, Barceloně 1972, Bostonu 1973 a Dallasu 1974), jednou závěrečného turnaje WCT finále (Světového mistrovství v tenise, 1974).
Během své kariéry hrál 79 pětisetových zápasů, z toho 44 vítězných. Nejvýše postavený na žebříčku ATP pro dvouhru byl v září 1973 na 4. místě, ve čtyřhře pak na 12. místě (1979). V československém žebříčku byl v mužské dvouhře na 1. místě v letech 1966–1977.

## Osobní život
Vystudoval Vysokou školu ekonomickou (má titul Ing.). Jeho sestry jsou československá tenistka Vlasta Vopičková roz. Kodešová (* 26. března 1944) a Anna Bálková roz. Kodešová (* 1938). Rozvedený (první manželka Lenka Rösslerová, dcera kapitána čs. daviscupového týmu Jiřího Rösslera), syn Jan (11. března 1972), dcera Tereza (27. ledna 1976). Nyní manželka Martina Kodeš Schlonzová, dcera Anna Sophie (21. května 1996).

## Tabulky sportovních výsledků
V tabulkách nejsou uvedena vítězství a finálová účast na turnajích v letech 1966 až 1969, jako například vítězství na mezinárodních mistrovstvích a turnajích v Santiagu, Viňa del Mar, Sao Paulu, Lyonu, Cannes, Lucemburku, St. Petersburgu (USA), Bejrútu, Zaragoze, Splitu, Varně, Plovdivu, Paříži (Racing Club) a třikrát MM ČSSR v Bratislavě. Ve čtyřhře s Javorským v Bratislavě, dále s Janem Kukalem, vyhrál turnaje v Lyonu, Hilversumu, Maconu (USA), Pittsburghu, Caracasu, Istanbulu, Bratislavě, Bejrútu a Splitu. S Pálou v Lucemburku a Zaragoze. S Rodriguezem ve Viňa del Mar v Chile. Na všech těchto turnajích či mistrovstvích bylo startovní pole vždy minimálně 32 hráčů, jako dnes na turnajích ATP tour, ale nejsou uvedeny v ročenkách ATP Tour, neboť ATP Tour v té době ještě neexistovala a publikaci nevydávala.
V knize, kterou napsal Petr Kolář a Janem Kodešem „Jan Kodeš - Tenis byl můj život“, v anglické verzi „A Journey to Glory from behind the Iron Curtain“, je uvedeno 25 vítězství ve dvouhře, 27 účastí ve finále, 32 vítězství ve čtyřhře a 29 účastí ve finále čtyřhry.

### Finálová utkání na Grand Slamu

#### Dvouhra - 5 (3-2)
Vítěz (3)
| Rok  | Vítěz           | Finalista         | Výsledek           |
| ---- | --------------- | ----------------- | ------------------ |
| 1970 | French Open (1) | Željko Franulović | 6–2, 6–4, 6–0      |
| 1971 | French Open (2) | Ilie Năstase      | 8–6, 6–2, 2–6, 7–5 |
| 1973 | Wimbledon       | Alex Metreveli    | 6–1, 9–8(5), 6–3   |

Finalista (2)
| Rok  | Turnaj      | Vítěz         | Výsledek                |
| ---- | ----------- | ------------- | ----------------------- |
| 1971 | US Open (1) | Stan Smith    | 3–6, 6–3, 6–2, 7–6      |
| 1973 | US Open (2) | John Newcombe | 6–4, 1–6, 4–6, 6–2, 6–3 |

#### Čtyřhra - 1 (0-1)
Finalista (1)
| Rok  | Turnaj      | Spoluhráč      | Vítězové                     | Výsledek           |
| ---- | ----------- | -------------- | ---------------------------- | ------------------ |
| 1977 | French Open | Wojciech Fibak | Brian Gottfried Raúl Ramírez | 6–7, 6–4, 3–6, 4–6 |

### Finálová utkání turnajů - dvouhra (25)

#### Vítěz (8)
| Číslo | Rok  | Turnaj               | Povrch   | Finalista         | Výsledek           |
| ----- | ---- | -------------------- | -------- | ----------------- | ------------------ |
| 1.    | 1970 | French Open, Paříž   | antuka   | Željko Franulović | 6–2, 6–4, 6–0      |
| 2.    | 1971 | Katánie, Itálie      | antuka   | Georges Goven     | 6–3, 6–0, 6–2      |
| 3.    | 1971 | French Open, Paříž   | antuka   | Ilie Năstase      | 8–6, 6–2, 2–6, 7–5 |
| 4.    | 1972 | Barcelona, Španělsko | antuka   | Manuel Orantes    | 6–3, 6–2, 6–3      |
| 5.    | 1973 | Kolín nad Rýnem, NSR | koberec  | Brian Fairlie     | 6–1, 6–3, 6–1      |
| 6.    | 1973 | Wimbledon, Londýn    | tráva    | Alex Metreveli    | 6–1, 9–8, 6–3      |
| 7.    | 1975 | Madrid, Španělsko    | antuka   | Adriano Panatta   | 6–2, 3–6, 7–6, 6–2 |
| 8.    | 1976 | Basilej, Švýcarsko   | Mateflex | Jiří Hřebec       | 6–4, 6–2, 6–3      |

#### Finalista (18)
| Číslo | Rok  | Turnaj                | Povrch    | Vítěz              | Výsledek                |
| ----- | ---- | --------------------- | --------- | ------------------ | ----------------------- |
| 1.    | 1970 | Řím, Itálie           | antuka    | Ilie Năstase       | 6–3, 1–6, 6–3, 8–6      |
| 2.    | 1971 | Nice, Francie         | antuka    | Ilie Năstase       | 10–8, 11–9, 6–1         |
| 3.    | 1971 | Řím, Itálie           | antuka    | Rod Laver          | 7–5, 6–3, 6–3           |
| 4.    | 1971 | US Open, New York     | tráva     | Stan Smith         | 3–6, 6–3, 6–2, 7–6      |
| 5.    | 1971 | Stockholm, Švédsko    | tvrdý (i) | Arthur Ashe        | 6–1, 3–6, 6–2, 1–6, 6–4 |
| 6.    | 1972 | Nice, Francie         | antuka    | Ilie Năstase       | 6–0, 6–4, 6–3           |
| 7.    | 1972 | Řím, Itálie           | antuka    | Manuel Orantes     | 4–6, 6–1, 7–5, 6–2      |
| 8.    | 1973 | Vancouver, Kanada     | koberec   | Tom Gorman         | 3–6, 6–2, 7–5           |
| 9.    | 1973 | US Open, New York     | tráva     | John Newcombe      | 6–4, 1–6, 4–6, 6–2, 6–3 |
| 10.   | 1973 | Praha, Československo | Mateflex  | Jiří Hřebec        | 4–6, 6–1, 3–6, 6–0, 7–5 |
| 11.   | 1975 | Hampton, USA          | koberec   | Jimmy Connors      | 3–6, 6–3, 6–0           |
| 12.   | 1975 | Hamburg, NSR          | antuka    | Manuel Orantes     | 3–6, 6–2, 6–2, 4–6, 6–1 |
| 13.   | 1975 | Düsseldorf, NS        | antuka    | Jaime Fillol       | 6–4, 1–6, 6–0, 7–5      |
| 14.   | 1975 | Kitzbühel, Austria    | antuka    | Adriano Panatta    | 2–6, 6–2, 7–5, 6–4      |
| 15.   | 1976 | Nice, Francie         | antuka    | Corrado Barazzutti | 6–2, 2–6, 5–7, 7–6, 8–6 |
| 16.   | 1976 | Kitzbühel, Rakousko   | antuka    | Manuel Orantes     | 7–6, 6–2, 7–6           |
| 17.   | 1977 | Kitzbühel, Rakousko   | antuka    | Guillermo Vilas    | 5–7, 6–2, 4–6, 6–3, 6–2 |

### Vítězství - čtyřhra (18)
| Číslo | Rok  | Turnaj                     | Povrch   | Partner           | Finalisté                             | Výsledek                |
| ----- | ---- | -------------------------- | -------- | ----------------- | ------------------------------------- | ----------------------- |
| 1.    | 1971 | Indianapolis, U.S.         | Antuka   | Željko Franulović | Clark Graebner Erik van Dillen        | 7–6, 5–7, 6–3           |
| 2.    | 1972 | Nice, France               | Antuka   | Stan Smith        | Frew McMillan Ilie Năstase            | 6–3, 3–6, 7–5           |
| 3.    | 1972 | Hamburg, Germany           | Antuka   | Ilie Năstase      | Bob Hewitt Ion Țiriac                 | 4–6, 6–0, 3–6, 6–2, 6–2 |
| 4.    | 1973 | Los Angeles, U.S.          | Tvrdý    | Vladimír Zedník   | Jimmy Connors Ilie Năstase            | 6–2, 6–4                |
| 5.    | 1973 | Prague, Czechoslovakia     | Mateflex | Vladimír Zedník   | Róbert Machán Balázs Taróczy          | 7-6, 7–6                |
| 6.    | 1974 | Palm Desert WCT, U.S.      | Tvrdý    | Vladimír Zedník   | Raymond Moore Onny Parun              | 6–4, 6–4                |
| 7.    | 1974 | Düsseldorf, Germany        | Antuka   | Jiří Hřebec       | Ken-Ichi Hirai Toshiro Sakai          | 6–1, 6–4                |
| 8.    | 1975 | Munich, Germany            | Antuka   | Wojciech Fibak    | Milan Holeček Karl Meiler             | 7–5, 6–3                |
| 9.    | 1975 | Düsseldorf, Germany        | Antuka   | François Jauffret | Harald Elschenbroich Hans Kary        | 6–2, 6–3                |
| 10.   | 1975 | Madrid, Spain              | Antuka   | Ilie Năstase      | Juan Gisbert, Sr. Manuel Orantes      | 6–4, 3–6, 9–7           |
| 11.   | 1976 | Kitzbühel, Austria         | Antuka   | Jiří Hřebec       | Jürgen Fassbender Hans-Jürgen Pohmann | 6–7, 6–2, 6–4           |
| 12.   | 1977 | Monte Carlo WCT, Monaco    | Antuka   | François Jauffret | Wojciech Fibak Tom Okker              | 2–6, 6–3, 6–2           |
| 13.   | 1977 | Barcelona, Spain           | Antuka   | Wojciech Fibak    | Bob Hewitt Frew McMillan              | 6–0, 6–4                |
| 14.   | 1978 | Stuttgart Outdoor, Germany | Antuka   | Tomáš Šmíd        | Carlos Kirmayr Belus Prajoux          | 6–3, 7–6                |
| 15.   | 1978 | Madrid, Spain              | Antuka   | Wojciech Fibak    | Pavel Složil Tomáš Šmíd               | 6–7, 6–1, 6–2           |
| 16.   | 1979 | Hamburg, Germany           | Antuka   | Tomáš Šmíd        | Mark Edmondson John Marks             | 6–3, 6–1, 7–6           |
| 17.   | 1982 | Hilversum, Netherlands     | Antuka   | Tomáš Šmíd        | Balázs Taróczy Heinz Günthardt        | 7–6, 6–4                |
| 18.   | 1982 | Nairobi, Kenya             | Antuka   | Drew Gitlin       | Bernard Pils Hans Stiegler            | 6–4, 3–6, 6-3           |